# Stibadium aureolum
Stibadium aureolum là một loài bướm đêm trong họ Noctuidae.